# 太阳活动

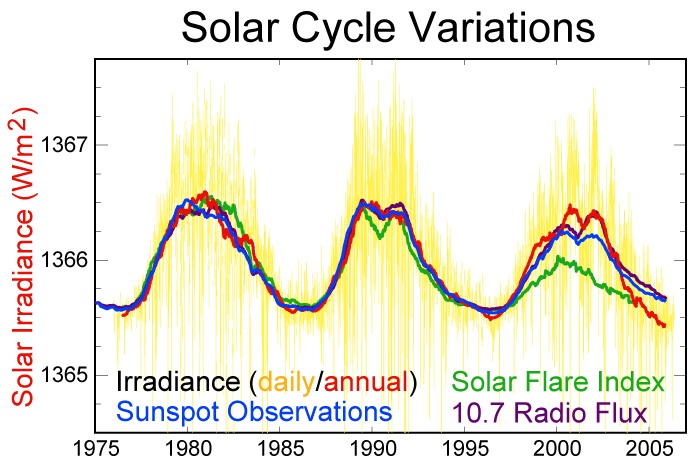
過去30年的太陽活動。

太陽活動是太陽所發出太陽輻射的總量變化，以及數千年來的光譜分布變化。這些活動具有一些週期性，其中最主要的是長達11年的太陽週期（或稱太陽黑子週期）。不過這些變化也具有非週期性的波動。太陽活動的估計原本是透過計算太陽黑子數量，近幾十年來，已經改由人造衛星直接觀測。氣候變遷科學家想要了解太陽活動的變化，會對地球與地球氣候造成哪些影響。太陽活動對地球的影響被稱為"太陽驅動力"。
在衛星時代來臨前，總體太陽輻照度（TSI）的變動，雖然只是在紫外線的波長上有百分之幾的差異，但始終都在檢定的門檻之下。現在對總太陽輸出的測量變化（涵蓋最後這三個11年的太陽黑子週期）只有0.1%的差異或是在11年黑子周期期間的峰頂對谷底大約是1.3 W/m²，而在地球大氣層上層表面接收到各式各樣太陽輻射的平均值為1,366W/ m²（每平方米1,366瓦）。沒有對較長期變異直接測量的代理測量變通的不同度量，以最近的結果建議在過去2,000年間的變動大約在0.1%，雖然其他來源的資料建議從1675年起的太陽輻照度增量為0.2% 。太陽變異和火山作用的組合可能是造成一些氣候變化的起因，像是蒙德極小期。
對2006年現有文獻的回顧，刊登在自然，確定自1970年代中期太陽亮度沒有淨增值，並且在過去400年中太陽輸出能量的變化不太可能造成全球性變暖的主要部份變化。然而，同一份報告的作者也警告說："除了太陽的亮度之外，來自宇宙射線和紫外線輻射對氣候更微妙的影響不可能被排除。他們也補充說，因為物理模形認為這樣的作用不足以開發，使得這些影響尚未能被證實" 。

## 進入太陽活動研究的歷史

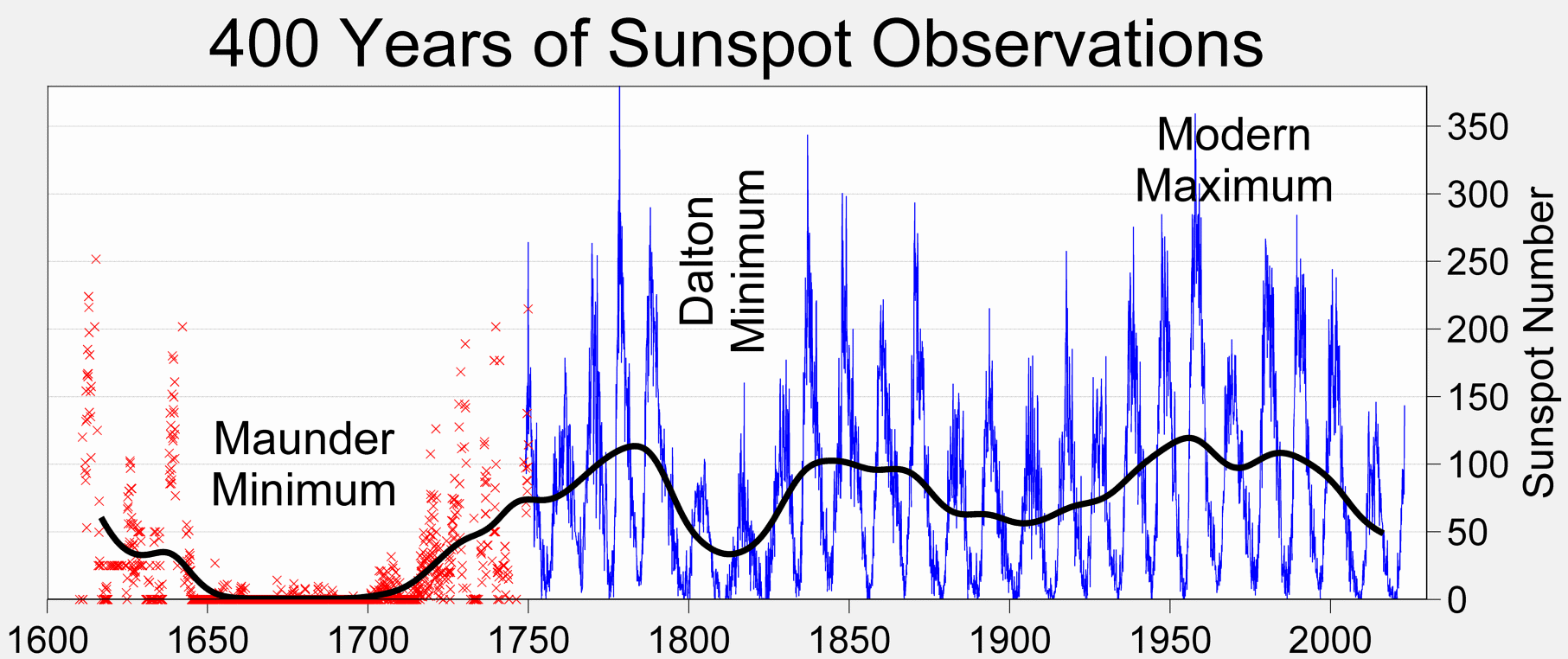
400年歷史的太陽黑子相對數.

太陽活動變化的最長久紀錄是太陽黑子的變化。太陽黑子的第一次紀錄大約是在西元前800年前的中國，最老的描繪紀錄約在西元1128年。在1610年，天文學家開始用望遠鏡紀錄黑子和它們的運動，最初的研究聚焦於本質和行為。然而，黑子的物理性質直到20世紀仍未能被辨認，所以觀測還在持續中。在17世紀和18世紀，由於黑子的數目偏低，使得研究受到了阻礙，而現在認為是太陽活動低潮被延長的一段期間，如同所知的蒙德極小期。在19世紀之前，已經有足夠長的數值紀錄可以推斷黑子活動的週期性。在1845年，普林斯敦大學的教授約瑟夫·亨利和史蒂芬·亞歷山大使用熱電堆觀測太陽，並且確認黑子的輻射比周圍地區的太陽表面為低；稍後又觀測到太陽的光斑發射出的輻射高於平均數值。
大約在1900年，研究人員開始探索太陽活動和地球上天氣間的關聯性，特別值得注意的是查爾斯·格里利·阿布特的工作，因為他在史密松寧天文物理觀測所（SAO）領導觀察太陽輻射的變化。它的團隊必須從發明測量太陽輻射的儀器開始，之後，當他成為SAO的領導人時，他在智利的卡拉瑪建立太陽觀測站，以補威爾遜山天文台在數據資料上的不足。他在273個月的海爾周期中找出了27個諧波的週期，包括7、13、和39個月的模式。他通過城市各個月的天氣紀錄，像是溫度變化與降雨量與太陽活動匹配或反對太陽活動的趨勢，尋找天氣間的關聯性。
隨著樹齡學的發展，像是沃爾多·S.·葛洛克等科學家注意到樹木的生長和現存紀錄上太陽活動週期之間的關聯性，並且以長達世紀的太陽常數變化，推論千年尺度的年代學也有相似的變化。  
統計學上的研究顯示天氣和氣候與太陽活動的關聯是世紀性的，數據回推至1801年，當威廉·赫歇爾注意到麥子的價格和黑子紀錄之間有明顯的關聯性他們現在以來自表面的網路收集和氣象衛星觀察的數據作全球性高度密集的比對，以綜合或觀察研究太陽變異的作用如何通過地球氣候系統散佈的詳細過程，並且/或強迫建立氣候模型。

## 太陽活動

### 太陽黑子

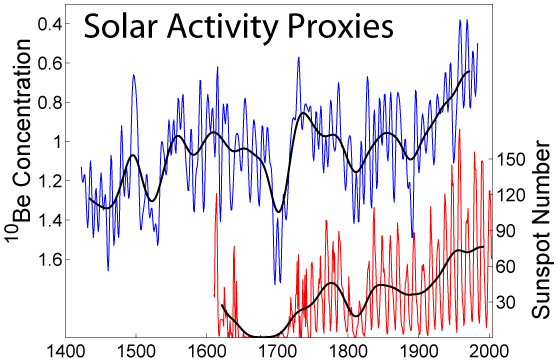
圖示顯示太陽的活動，包括黑子的數量以及由宇宙射線產生的同位素。

太陽黑子是太陽強烈的磁場活動抑制了對流的作用，因而使得於表面溫度相對較低、顏色較暗的區域。黑點的數量關聯到太陽輻射的強度，在1980年代，以阿布特、Foukal等人（1977年）意識到輻射的增加值與黑子的關聯性，只依據一顆衛星的觀測，估計其變異是很小的（只有1 W/m²的等級或總量的0.1%）。雨雲7號（在1978年10月25日發射）和太陽極大期任務衛星（1980年2月14日發射）查出，因為圍繞黑子周圍的區域更加明亮，整體的作用是越多的黑點意味著太陽越明亮。
曾有一些建議認為太陽直徑的變化也許會導致輸出的改變，但是最近的工作，主要是SOHO的米契森都卜勒影像儀，顯示這種變化量極為微小，大約只有0.001%（Dziembowski et al., 2001）。
各種各樣的研究都應用了黑子數目來進行（因為這項紀錄已延續了數百年）做為其他太陽輸出活動的代理（因為最好的也只有數十年的觀測資料），同樣的，地面儀器與在軌道極高高度上的儀器之間也做了比對和較準。研究人員結合目前的數據和調整歷史上的數據，其他代理的資料 － 像是宇宙射線產生的同位素 －被用來推斷太陽磁場的活動和可能的亮度。
太陽黑子的活動已經使用沃夫數測量了300年之久，這個索引（也稱為蘇黎世數）使用黑子的數量和群組數量兩者補償在測量上的變化。芬蘭Oulu大學的Ilya Usoskin在2003年的研究指出，黑子的活動從1940年代開始比過去的1150年都要頻繁。

重建太陽黑子的11,400年活動期間，在8,000年前曾經有明顯的活躍期。

透過樹齡學使用放射性碳的濃度變化，已經重建了11,400年的黑子數目。在過去70年的太陽活動水準似乎是異常的，而相似的巨大變化最後一次大約發生在8,000年前。太陽的磁性活動較過去的11,400年高出了大約10%，並且早期的高活動性期間都比現在的事件要短。
| 事件                             | 開始 | 結束   |
| -------------------------------- | ---- | ------ |
| 歐特極小期（參見中世紀溫暖時期） | 1040 | 1080   |
| 中古極大期（參見中世紀溫暖時期） | 1100 | 1250   |
| 沃夫極小期                       | 1280 | 1350   |
| 史波勒極小期                     | 1450 | 1550   |
| 蒙德極小期                       | 1645 | 1715   |
| 道爾頓極小期                     | 1790 | 1820   |
| 現代極大期                       | 1950 | 持續中 |

放射性碳紀錄的太陽活動事件。近期的紀錄在左邊，1900年以後的數值未顯示。

歷史上的太陽活動極大期與極小期表，也包括最大的極小期ca. 690 AD, 360 BC, 770 BC, 1390 BC, 2860 BC, 3340 BC, 3500 BC, 3630 BC, 3940 BC, 4230 BC, 4330 BC, 5260 BC, 5460 BC, 5620 BC, 5710 BC, 5990 BC, 6220 BC, 6400 BC, 7040 BC, 7310 BC, 7520 BC, 8220 BC, 9170 BC.

### 太陽週期
太陽週期是太陽行為上的循環變化，許多可能的模式曾被建立起來，但在觀測上只有11年和22年的週期是很清楚的被觀察到。

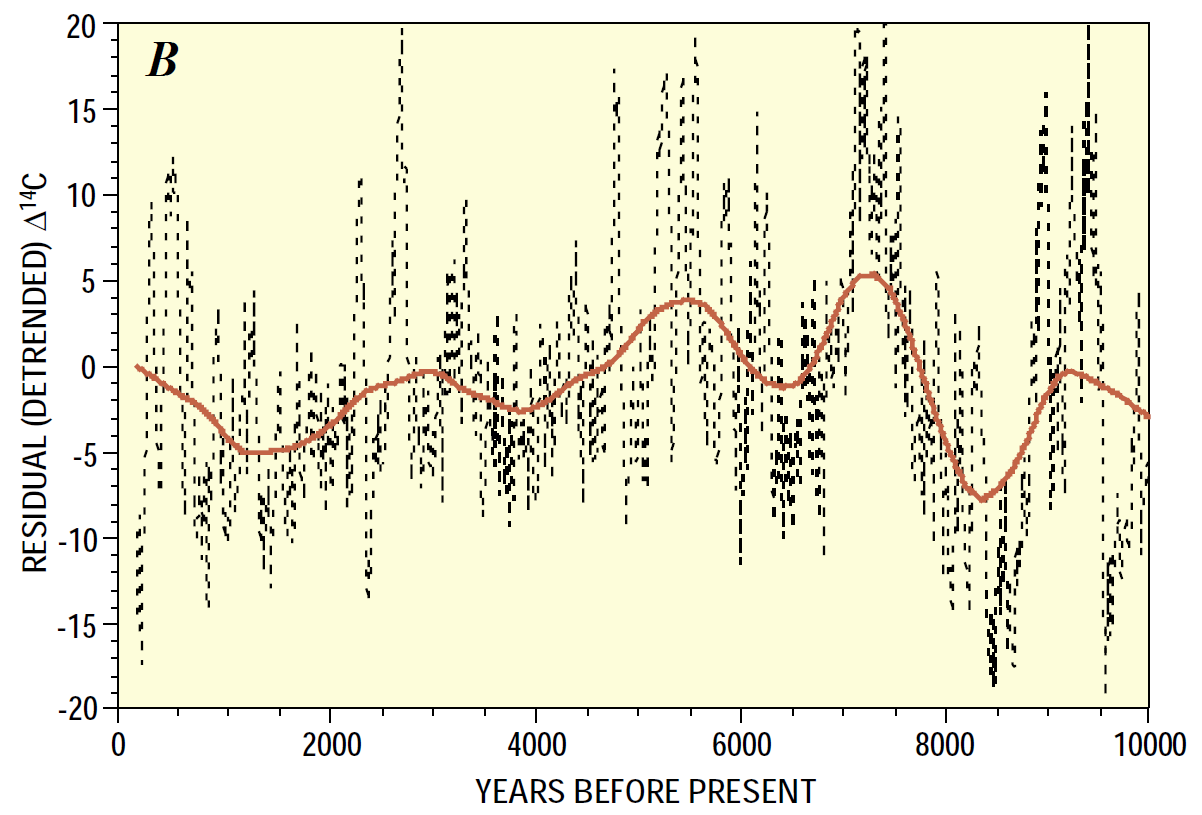
2,300的哈爾斯塔太陽變化週期。

- 11年：最明顯的是黑子數量在大約11年的週期中逐漸增加和減少，也因為施瓦貝的觀測被稱為施瓦貝週期。巴布科模型以磁場的流出和捲入來解釋此一週期。當太陽黑子增加時太陽表面的活動也最活躍，然而光度由於明亮的斑點也增加而沒有改變（光斑）。
- 22年：海爾週期，因喬治·海爾得名。在每一個施瓦貝週期，太陽的磁場都會扭轉，因此磁極要兩次扭轉之後才會回到相同磁極的狀態。
- 87年（70-100年）：格萊斯堡周期，因沃爾夫岡·格萊斯堡而得名，被認為是施瓦貝11年週期的調幅（Sonnett and Finney, 1990）.Braun, et al,（2005）。
- 210年：Suess週期（a.k.a. de Vries cycle）. Braun, et al, (2005).
- 2,300 years: 哈爾斯塔週期

其他曾經被偵測到的模式：
- 在碳-14：105、131、232、385、504、805、2,241年（Damon and Sonnett, 1991）。
- 在約2億4千萬年前的前二疊紀時期，在卡斯提爾的礦物層顯示有2,500年的週期。

由於海洋對熱的惰性，使受到太陽變化影響的氣候敏感性產生更長週期的變化，並且減緩了變化的頻率。Scafetta和West（2005）發現氣候的敏感度是22年週期的1.5倍，而強制對應於11年的週期，並且熱惰性使得在氣候循環中的溫度變化大約滯後2.2年。

#### 依據模型的預測
- 以11年週期的二次方程為基礎，以其諧振建立的一個簡單模型，顯示在全新世呈出現類似的行為。推測在未來的數個世紀內，氣溫將斷斷續續的略微增溫，並在500年之內逐漸進入小冰期的狀況。這種較低的溫度也許會從現在起回歸然後跟隨著大約1,500年的高溫期，情況與早先全新世的最高溫期間相似。[17]
- 有微弱的證據顯示太陽黑子活動的變化高峰有類似90年的週期。依據這種特徵預測下個2010年的太陽週期平滑曲線大約有145±30的峰值，在下一個2023年週期的峰值大約是70±30[18]
- 因為碳-14有類似的週期，Damon and Sonett (1989)據以預測未來的氣候[19]：

| 週期長度 | 週期名稱  | 碳-14異常       | 接踵而來的"暖化" |
| -------- | --------- | --------------- | ---------------- |
| 232      | --?--     | AD 1922（低溫） | AD 2038          |
| 208      | Suess     | AD 1898（低溫） | AD 2002          |
| 88       | Gleisberg | AD 1986（低溫） | AD 2030          |

### 地球和它表面的太陽照度

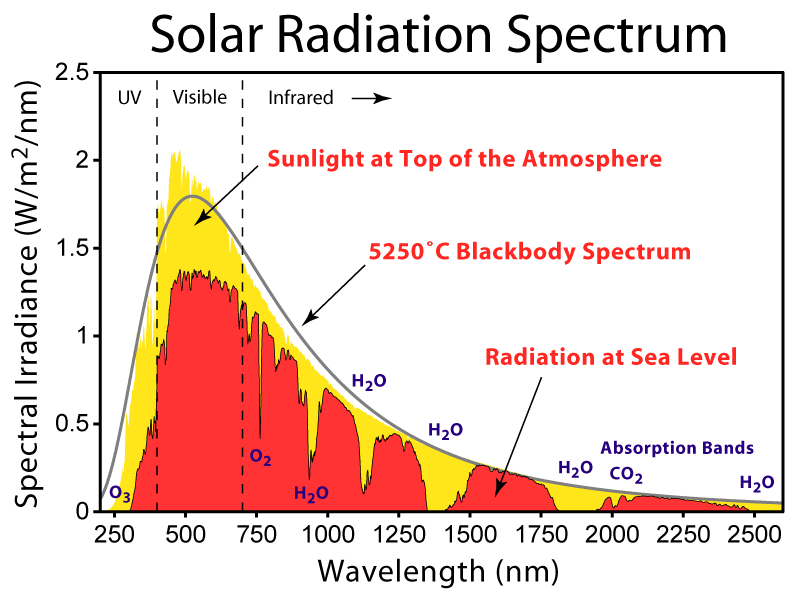
在大氣層之上和表面的太陽照度光譜。

太陽照度（Solar irradiance）或日照（insolation），是抵達地球陽光每單位面積的總量。這種設備用來測量光學亮度、全輻射或是各種不同頻率的輻射。歷史上的估量曾用過許多種測量和替代的方法。
它們有兩種通俗的意義： 
- 抵達地球大氣層上層的輻射。
- 抵達地球大氣層內某一定點的輻射，也包括表面。

大氣層內不同的氣體會吸收太陽輻射中不同的波長，雲和塵埃也會有影響。因此對大氣層之上的測量需要觀察各種不同的太陽輸出，包括會在大氣層內造成混淆變化的效應。的確，有一些證據顯示在最近的這50年（參見全球性黯淡）照射至地球表面的陽光可能因為大氣層的汙染而有所減少，而在同時期內太陽的輸出幾乎是恆定的。

#### 米蘭科維奇循環變化
有些日照上的變化不是來在太陽的變化，而是因為地球接近或遠離太陽，或是抵達地球的區域輻射在數量上的變化，這些會導致長期性的日照發生25%的變化（區域的，全球性平均的變動很小）。在最近影響深遠的事件是在全新世氣候最適度 的北半球夏季，自轉軸傾斜24°

## 太陽與地球的交互作用
有好幾種不同的假說試圖解釋太陽活動對地球可能的影響。有些變化，像是太陽大小的改變，目前只在天文學的領域中有人感興趣。

### 在總輻照度上的變化
- 整體的亮度可能改變。
- 在最近的週期變化中的變異量只有約0.1%。
- 對應於太陽的變化以9-13、18-25和>100年的期間被與海洋表面溫度測量值比較。
- 因為蒙德極小期，在過去300年可能增加0.1%至0.6%，氣候模型經常使用的增量是0.25%。
- 一種重建的ACRIM資料顯示在極小期的短暫期間內，輸出的數值每10年有0.05%增量的趨勢。這些顯示太陽磁性活動和格林威治測量的黑子相對數之間有高度的交互作用Wilson, Mordvinov (2003)。

### 在紫外線輻照度上的變化
- 在200至300nm的紫外線輻照度從極大期至極小期有大約1.5%的變化[20]。
- 在紫外線波長上的能量變化介入臭氧產生和損失的大氣層效應。
  - 在最後這4個太陽周期期間，30 hPa大氣壓力的高度被觀測到與太陽活動同步變化。
  - 紫外線輻照度的增加造成高臭氧產生，導致同溫層的熱化和在同溫層和對流層風系的向極位移。
- 替代的研究認為，因為蒙德極小期，紫外線增加了約3%。

### 在太陽風和太陽磁通上的變化
- 一個較活躍的太陽風和更強的磁場減少觸擊到地球大氣層的宇宙射線。
- 太陽風的活動影響到太陽圈的大小和強度，當充滿太陽風的微粒時體積會增大。
- 宇宙線製造的14C、10Be和36Cl的變動顯示和太陽活動相關聯。
- 宇宙射線造成大氣層上層電離的變化，但變化顯然不是很明顯。
- 再過去的一個世紀，太陽日冕磁通量的倍增，使宇宙射線的通量減少15%。
- 太陽的總磁通量在1964-1996年上升了1.41倍，而從1901年起上升了2.3倍。

### 雲的效果
- 宇宙射線被假設對雲的凝結核的生成有影響，而會影響到雲的形成。觀測上的證據認為彼此間並無關聯
- 1983-1994年間來自國際衛星雲氣候計劃（ISCCP）的數據顯示，全球性低層雲的形成與宇宙射線有高度的關聯，但隨後的交叉比對消除了這種關連性[21]。
- 經由測量由地球對月球的"地球反照"，在最近的太陽周期中進行了5年的測量，顯示地球的反照率減少了2.5%。由衛星在較早的週期期間進行的測量也有相似的減少結果。
- 以地中海為核心進行的浮游生物研究也顯示與太陽相關的11年週期，在1760和1950增加了3.7倍。被認為與雲量的覆蓋率減少有關聯。
- 丹麥國家太空研究中心的Henrik Svensmark在實驗室推導出宇宙射線的輻照度能產生微粒，雖然這些微粒本質上與在雲層中自然構成的凝結核不同[22]。

## 由太陽活動導致的其他影響
太陽微粒的交互作用、太陽磁場和地球的磁場，造成行星表面的微粒和磁場的變化，極端的太陽事件可能影響電子設備。太陽磁場的衰弱相信會始抵達地球大氣的宇宙射線數量增加，改變抵達地球表面的微粒種類。它被推測的一種變化認為宇宙射線可能導致地球上某種雲層數量的增加，影響地球的反照率。

### 地磁的效果

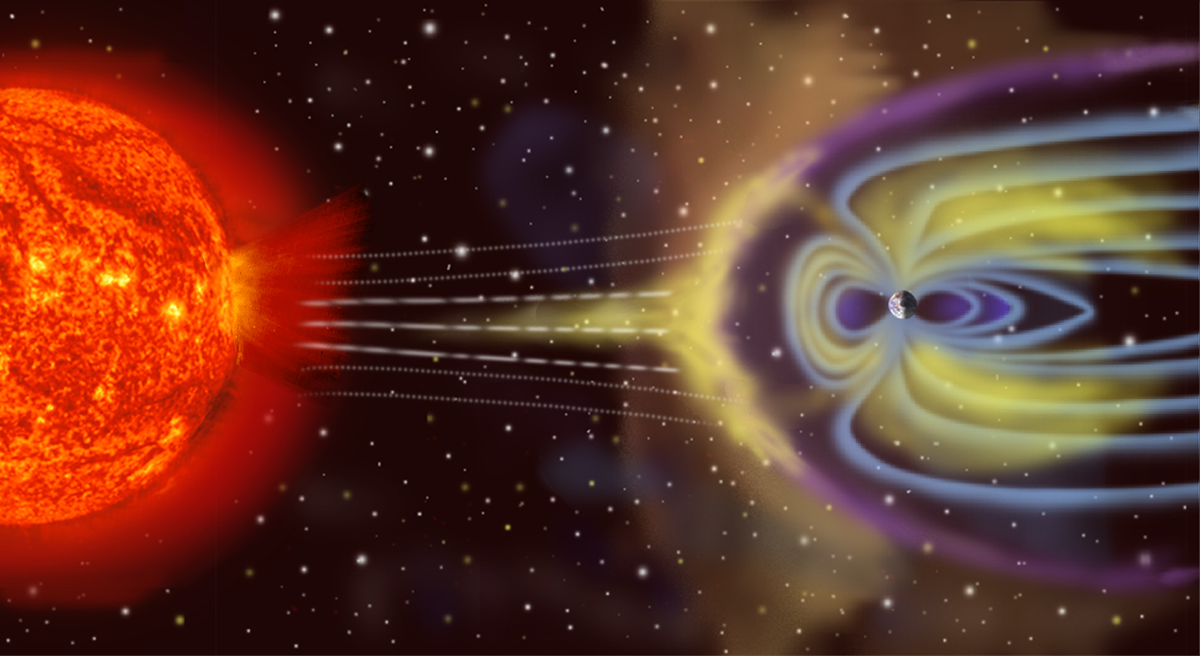
太陽微粒與地球磁氣層的交互作用。

地球的極光是與太陽風、太陽磁場、地球磁場和地球的大氣層交互作用創造出來的，其中的任何變化都會影響極光的類型。
突然的變化會在地球磁場的分布上造成強烈的干擾，稱為地磁風暴。

### 太陽質子事件
高能量的質子可能在主要的耀斑尖峰發生之後30分鐘抵達地球，當發生這種太陽質子事件，地球是沐浴在來自耀斑的高能太陽微粒（主要是質子）之下。其中有些微粒會順著地球磁場盤旋而下，擊穿數層地球的大氣上層，並且導致大量的大氣質點電離，並且使環境中的輻射能大增。

### 銀河宇宙射線

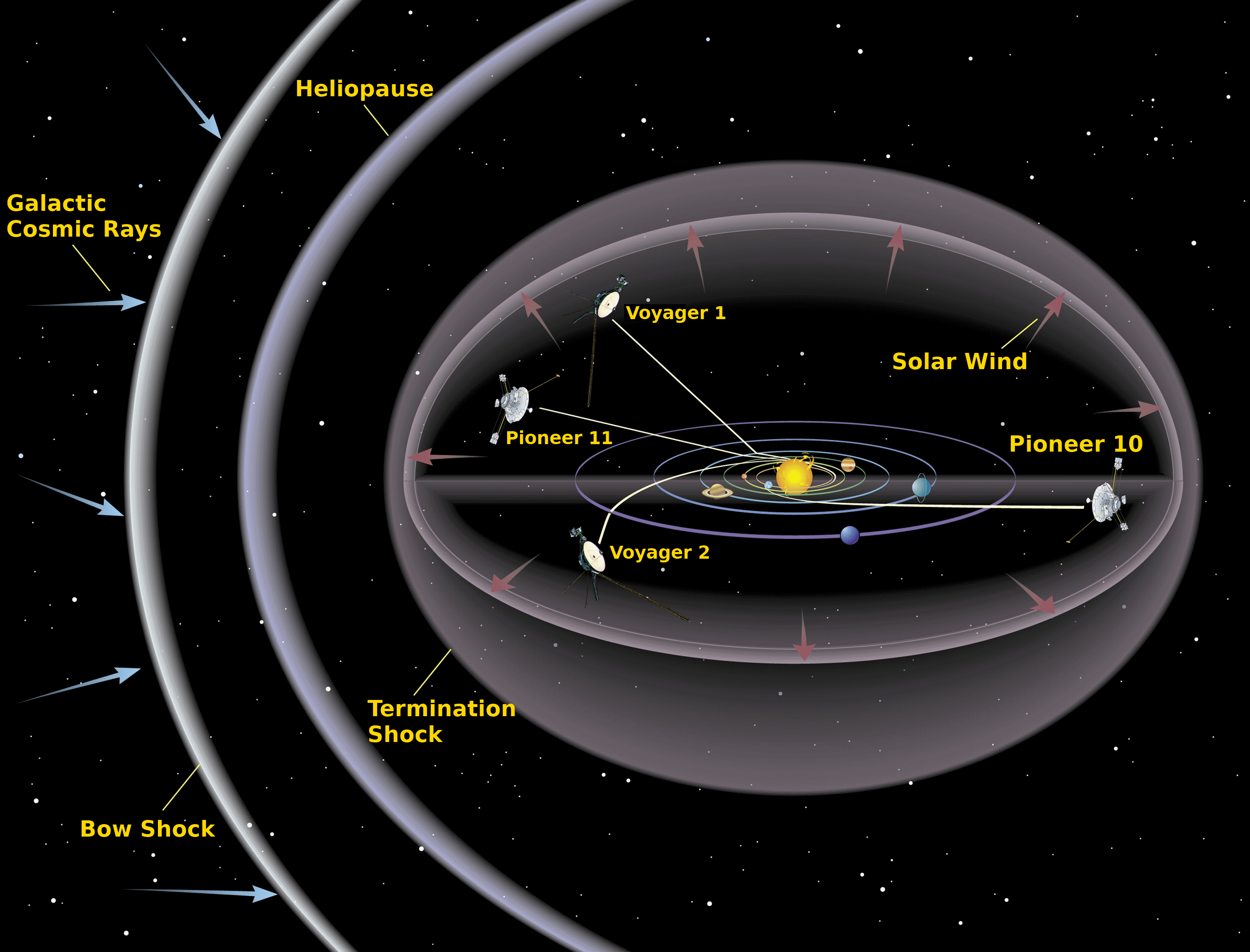
太陽風和磁場創造的太陽圈圍繞着太陽系。

太陽活動的增加（更多的太陽黑子）會使在" 太陽風"中電離的微粒增加，成為向外流失離開太陽的離子微粒，其中大多數都是質子和電子。地球磁場、太陽風和太陽磁場共同造成銀河宇宙射線（GCR）的偏轉。太陽活動減弱，滲透進對流層和同溫層的GCR就會增加。GCR的微粒是電離的主要來源，終止在對流層上1公里左右（在1公里之下，氡氣是許多區域造成電離的主要來源）。
GCR的水平被碳-14和鈹-10的生成影響間接的記錄下來。大約2300年的Hallstatt太陽週期反射在氣候上的Dansgaard-Oeschger events。80-90年的Gleissberg週期再長度上取決於一併發生的11年太陽週期，並且看起來在這段時間也發生了相同的氣候模式。

### 雲的效果
在電離上的變化影響到在氣溶膠內形成雲層的核種的豐度。這樣的結果，電離化的水平潛在性的影響到結露、低雲、相對濕度和與雲有關的反照率。由大量的凝結種核形成的雲比較明亮，能長期存在，並且可能產生的降雨和雪較少。3%-4%的雲量變化和雲頂溫度的變化與太陽週期的11年和22年相關聯，但GCR的水平增加卻在"反平行"循環。
全球平均的雲遮蔽率變化在1.5-2.0%。有些研究顯示GCR和雲量的變化在緯度高於50°是正相關的，但在低緯度卻是負相關。
然而，不是所有的科學家都相信統計的結果，並且規因於太陽的其他一些變化（即，紫外線的總輻照度變化）而不是直接對GCR變動.。在解釋這些交互作用的困難在於事實上太陽的可變性太多，許多方便都在同時變化，並且一些氣候系統都有延遲反應。

### 碳-14的產生

太陽黑子紀錄（藍色）相對於^{14}C（倒置的）。這兒的黑點水平和放射性碳之間的變動有約60年的延遲。

碳-14的生成（放射性碳：14C）也與太陽活動相關。碳-14是在大氣上層產生的，當宇宙射線轟擊大氣層的氮（14N），導致氮進行β衰變，因而轉換成不尋常的，原子量為14的碳同位素，而不是一般常見的原子量為12。矛盾的是，太陽活動的增加導致抵達地球大氣層的宇宙射線減少，因而使14C的生成減少。這是因為宇宙射線在太陽系內會被太陽風的磁場向外排開。因而宇宙射線強度和碳-14的生成反比於活動的一般水平。
因此，大氣層的14C在太陽黑子極大期是低值，當太陽黑子極小期時是高值。測量在樹木中捕獲的碳-14和記算年輪，放射性碳在木頭年輪中的數量可以測量出對應的日期。過去10,000的14C重建展示出在中間-全新世的7,000年以前是高的，並且一直減少至1,000年前。除了在太陽活動上的變化之外，碳-14的升成和長期變化還受到地球磁場和生物圈的影響（特別是自最後一次冰河期以來與大片植物相關聯的變化）。

## 全球暖化

自從1850年的CO_{2}、溫度、和太陽黑子活動。

研究人員的爭議是太陽變化在現今的氣候變化中是否扮演主要的角色。
在IPCC提出的第三次評估報告，IPCC說明被測量到的太陽光度變化遠小於預測由於溫室氣體造成的氣候變化 
In 2002, Lean et al.。聲明中，"有...增加的經驗證據為太陽在氣候變化中扮演的角色是數個11年的循環週期"，"太陽活動在地球代理人（像是碳-14和鈹-10宇宙放射性同位素和地磁標誌）上的變化，能呈現長期（對世紀而言）的太陽照射度的變化…因為隨機反應的增加隨著週期的振幅，沒有隨著實際的世紀照射度變動。"它們認為，因為「長期氣候變化也許看起來是追隨著太陽活動週期的振幅」，但是當背景成份從太陽總照射度的歷史重建時，太陽照射度和氣候間的強制因素降至5的級數…這建議20世紀溫暖的全球循環模型（GCM）也許過度高估了太陽照射度變化的角色。"最近，在2006年9月的自然雜誌刊登的一篇本質上是回顧和研究的文章，認為有確實的證據顯示太陽亮度的變化在全球暖化上的作用較少，長久以來太陽的輸出似乎只有少量的變化。洛克伍德和Fröhlich，在2007年發現有明確的證據顯示地球在工業化之前太陽對氣候的影響，在上個世紀的前半世紀也許是一個因素，但是在工業化之後，特別是在過去的20年，所有太陽的變化都趨向使氣候向相反的方向變化，但卻要去解釋觀察到的全球平均溫度上升的現象"。

### 一般參考資料
- Abbot, C. G.  (PDF). PNAS. 1966, 56 (6): 1627–1634. doi:10.1073/pnas.56.6.1627.
- . U.S. Geological Survey Fact Sheet 0095-00.   [2005-02-21]. （原始内容存档于2005-03-16）.
- (PDF). Proc. of The International Conference on Global Warming and The Next Ice Age, 19–24 August, 2001, Halifax, Nova Scotia.   [2005-02-21]. （原始内容 (PDF)存档于2004-10-22）.
- White, Warren B.; Lean, Judith; Cayan, Daniel R.; Dettinger, Michael D. . Journal of Geophysical Research. 1997, 102 (C2): 3255–3266. doi:10.1029/96JC03549. （原始内容存档于2009-06-15）.
- Foukal, Peter;  et al. . Astrophysical Journal. 1977, 215: 952. doi:10.1086/155431.
- Dziembowski, W.A.; P.R. Goode; J. Schou. . Astrophysical Journal. 2001, 553: 897–904. doi:10.1086/320976.

### 註腳
1. ↑  . Climate Change 2001: Working Group I: The Scientific Basis.   [2005-03-10]. （原始内容存档于2005-03-15）.
2. ↑  Weart, Spencer, , Weart, Spencer  (编), , American Institute of Physics, 2006  [2007-04-14], （原始内容存档于2015-06-22）
3. ↑  . Physikalisch-Meteorologisches Observatorium Davos (PMOD).   [2005-10-05]. （原始内容存档于2011-08-22）.
4. ↑  North, Gerald R.; Biondi, Franco; Bloomfield, Peter; Christy, John R.; Cuffey, Kurt M.; Dickinson, Robert E.; Druffel, Ellen R.M.; Nychka, Douglas; Otto-Bliesner, Bette; Roberts, Neil; Turekian, Karl K.; Wallace, John M. (编), , , National Academies Press, 2006  [2007-04-19], ISBN 0-309-10225-1, （原始内容存档于2007-04-28）
5. ↑  Lean, J., , Geophysical Research Letters, 2000, 27 (16): 2425–2428  [2008-02-01], doi:10.1029/2000GL000043
6. ↑  Foukal, Peter;  et al. . Nature. 2006, 443 (7108): 161–166. doi:10.1038/nature05072.
7. 1 2   (新闻稿). UCAR. 2006-09-13  [2007-04-18]. （原始内容存档于2011-11-21）.
8. ↑  . Great Moments in the History of Solar Physics.   [2006-03-19]. （原始内容存档于2006-03-01）.
9. ↑  Arctowski, Henryk.  (PDF). PNAS. 1940, 26 (6): 406–411. （原始内容存档 (PDF)于2015-09-03）.
10. ↑   H.C. Fritts, 1976,樹輪和氣候，倫敦：學院印刷。
11. ↑  . High Altitude Observatory.   [2008-02-27]. （原始内容存档于2008-05-17）.
12. ↑  Camp, Charles D.; Tung, Ka-Kit,  (PDF), EOS Trans. AGU, 2006, 87 (52): Fall Meet. Suppl., Abstract #A11B–0862  [2007-04-15], doi:10.1029/2006EO300005, （原始内容 ([] – Scholar search)存档于2007-06-04）
13. ↑  Usoskin, Ilya G.; Solanki, Sami K.; Schüssler, Manfred; Mursula, Kalevi; Alanko, Katja,  (PDF), Physical Review Letters, 2003, 91: 211101, doi:10.1103/PhysRevLett.91.211101
14. ↑  Solanki, Sami K.; Usoskin, Ilya G.; Kromer, Bernd; Schüssler, Manfred; Beer, Jürg,  (PDF), Nature, 2004, 431: 1084–1087  [2007-04-17], doi:10.1038/nature02995, （原始内容存档 (PDF)于2009-11-27）, . Global Change Master Directory.   [2005-03-11]. （原始内容存档于2015-11-02）.
15. ↑  Usoskin, Ilya G.; Solanki, Sami K.; Kovaltsov, Gennady A.,  (PDF), Astron.Astrophys.: 301–309,   [2007-04-17], doi:10.1051/0004-6361:20077704, （原始内容存档 (PDF)于2008-09-10）
16. ↑  Scafetta, Nicola; West, Bruce J.,  (PDF), Geophysical Research Letters, 2005, 32 (L18713): 1–4  [2007-04-19], doi:10.1029/2005GL023849, （原始内容 (PDF)存档于2008-10-29）
17. ↑  Perry, Charles A.; Hsu, Kenneth J.,  (PDF), PNAS, 2000, 97 (23): 12433–12438  [2007-04-17], PMID 11050181, doi:10.1073/pnas.230423297, （原始内容存档 (PDF)于2007-06-04）
18. ↑  Hathaway, David H.; Wilson, Robert M.  (PDF). Solar Physics. 2004, 224 (1–2): 5–19  [19 April 2007]. Bibcode:2004SoPh..224....5H. S2CID 55971262. doi:10.1007/s11207-005-3996-8. （原始内容 (PDF)存档于4 January 2006）.
19. ↑  . INTRODUCTION TO QUATERNARY ECOLOGY.   [2005-03-11]. （原始内容存档于2005-03-20）.
20. ↑  Contribution of Ultraviolet Irradiance Variations to Changes in the Sun's Total Irradiance （页面存档备份，存于） Science, 14 April 1989, Doi: 10.1126/science.244.4901.197, '1 percent of the sun's energy is emitted at ultraviolet wavelengths between 200 and 300 nanometers, the decrease in this radiation from 1 July 1981 to 30 June 1985 accounted for 19 percent of the decrease in the total irradiance' (19% of the 1/1366 total decrease is 1.4% decrease in UV)
21. ↑  . Danish National Space Center.   [2007-04-19]. （原始内容存档于2012-04-08）.
22. ↑  Svensmark, Henrik,  (PDF), Physical Review Letters, 1998, 81: 5027–5030  [2007-04-19], doi:10.1103/PhysRevLett.81.5027, （原始内容存档 (PDF)于2007-06-04）
23. ↑  Tinsley, Brian A.; Yu, Fangqun.  (PDF). Pap, Judit M.; Fox, Peter  (编). . Geophysical monograph series 141. American Geophysical Union. 2004: 321–339  [2015-08-10]. Bibcode:2004GMS...141..321T. CiteSeerX 10.1.1.175.5237 . ISBN 978-0-87590-406-1. doi:10.1029/141GM22. （原始内容 (PDF)存档于2007-06-04）..   [2015-08-10]. （原始内容存档于2015-08-15）.
24. ↑  E. Pallé, C.J. Butler, K. O'Brien.  (PDF). Journal of Atmospheric and Solar-Terrestrial Physics. 2004, 66 (18): 1779–1720  [2007-04-15]. doi:10.1016/j.jastp.2004.07.041. （原始内容 (PDF)存档于2007-09-27）.
25. ↑  Pallé, E.,  (PDF), Geophysical Research Letters, 2005, 32 (3): L03802.1–L03802.4  [2007-04-19], doi:10.1029/2004GL021167, （原始内容 ([] – Scholar search)存档于2007-02-21）
26. ↑  .   [2008-02-27]. （原始内容存档于2008-02-13）.
27. ↑  Landscheidt, Theodor. . John-daly.com—website of John Lawrence Daly. 2003-09-21  [2007-04-19]. （原始内容存档于2012-04-08）.
28. ↑  .   [2009-04-16]. （原始内容存档于2009-04-11）.
29. ↑  Houghton, J.T.; Ding, Y.; Griggs, D.J.; Noguer, M.; van der Linden, P.J.; Dai, X.; Maskell, K.; Johnson, C.A. (编), , , Intergovernmental Panel on Climate Change, 2001  [2007-04-15], （原始内容存档于2011-03-17）
30. ↑  Lean, J.L.; Wang, Y.-M; Sheeley Jr., N.R, , Geophysical Research Letters, 2002, 29 (24): 77–1~77–4  [2007-04-15], doi:10.1029/2002GL015880, CiteID:2224, （原始内容存档于2007-05-26）
31. ↑  Foukal, P.; Fröhlich, C.; Spruit, H.; Wigley, T. M. L.,  (PDF), Nature, 2006, 443 (7108): 161  [2007-04-18], doi:10.1038/nature05072, （原始内容 (PDF)存档于2007-06-23）
32. ↑  Lockwood, Mike; Claus Fröhlich.  (PDF). Proceedings of the Royal Society A: 2447.   [2007-07-21]. doi:10.1098/rspa.2007.1880. （原始内容 (PDF)存档于2007-09-26）. Our results show that the observed rapid rise in global mean temperatures seen after 1985 cannot be ascribed to solar variability, whichever of the mechanisms is invoked and no matter how much the solar variation is amplified.

- ^  .   [2005-10-05]. （原始内容存档于2005-09-20）.
- ^  Shaviv, Nir J.; Veizer, Ján,  (PDF), GSA Today, 2003, 13 (7): 4–10  [2007-04-19], doi:10.1130/1052-5173(2003)013<0004:CDOPC>2.0.CO;2, （原始内容 (PDF)存档于2011-11-04）
- ^   (PDF).   [2005-10-05]. （原始内容存档 (PDF)于2005-09-23）. 外部链接存在于|title= (帮助)

## 外部連結
- Gerrit Lohmann, Norel Rimbu, Mihai Dima (2004). Climate signature of solar irradiance variations: analysis of long-term instrumental, historical, and proxy data. International Journal of Climatology 24(8), 1045–1056—Abstract: https://web.archive.org/web/20070724133027/http://www.palmod.uni-bremen.de/%7egerrit/abstractSolar.html
- Solar Climatic Effects (Recent Influence)—Summary. Center for the Study of Carbon Dioxide and Global Change. 2003-03-19. https://web.archive.org/web/20041105044435/http://www.co2science.org/subject/s/summaries/solarrecin.htm
- NOAA / NESDIS / NGDC (2002) Solar Variability Affecting Earth（页面存档备份，存于） NOAA CD-ROM NGDC-05/01. This CD-ROM contains over 100 solar-terrestrial and related global data bases covering the period through April 1990. http://www.ngdc.noaa.gov/stp/CDROM/solar_variability.html（页面存档备份，存于）
- S. K Solanski, M. Fligge (2001) Long-term changes in solar irradiance（页面存档备份，存于） ESA SP-463, ESA Publications Division. http://www.astro.phys.ethz.ch/papers/fligge/solspa_2.pdf（页面存档备份，存于）
- S.K. Solanki, M. Fligge (2000) Reconstruction of past solar irradiance（页面存档备份，存于） Space Science Review 94, 127–138 http://www.astro.phys.ethz.ch/papers/fligge/solfli_rev.pdf（页面存档备份，存于）
- George C. Reid (1995) The sun-climate question: Is there a real connection?（页面存档备份，存于） Aeronomy Laboratory, NOAA/ERL, Boulder, Colorado. U.S. National Report to IUGG, 1991–1994 Rev. Geophys. Vol. 33 Suppl. http://www.agu.org/revgeophys/reid00/reid00.html（页面存档备份，存于）
- 黃明輝 (2009) 太陽、宇宙線與氣候的關聯 物理雙月刊 31 卷 5 期。